# 468 Lina
468 Lina là một tiểu hành tinh ở vành đai chính, thuộc nhóm tiểu hành tinh Themis. Nó được Max Wolf phát hiện ngày 18.01.1901 ở Heidelberg và được đặt theo tên Lina, cô hầu phòng của gia đình Max Wolf.